# Astragalus oncotrichus
Astragalus oncotrichus är en ärtväxtart som beskrevs av Aleksandr Andrejevitj Bunge. Astragalus oncotrichus ingår i släktet vedlar, och familjen ärtväxter. Inga underarter finns listade i Catalogue of Life.